# روح‌القوانین
روح قانون یا روح‌القوانین (به فرانسوی: De l'esprit des lois، در اصل De l'esprit des loix) (به انگلیسی: The Spirit of Law) رساله‌ای در مورد فلسفهٔ سیاسی و همچنین پیشگامی است. کار در حقوق تطبیقی توسط مونتسکیو منتشر شده در 1748. در ابتدا به صورت ناشناس منتشر شد، همان‌طور که معمول بود، نفوذ آن در خارج از فرانسه با ترجمهٔ سریع آن به زبان‌های دیگر کمک شد. در سال ۱۷۵۰ توماس نوجنت اولین ترجمه انگلیسی را منتشر کرد. در سال ۱۷۵۱ کلیسای کاتولیک روم De l'esprit des lois را به فهرست کتاب‌های ممنوعه خود (فهرست کتاب‌های ممنوعه) اضافه کرد.
رساله مونتسکیو، که قبلاً به‌طور گسترده منتشر شده بود، تأثیر زیادی بر کار بسیاری دیگر داشت، به ویژه: کاترین کبیر، که ناکاز (آموزش) را تهیه کرد. بنیانگذاران قانون اساسی ایالات متحده؛ و الکسیس دو توکویل، که روش‌های مونتسکیو را در مطالعه جامعه آمریکا به کار برد، در دموکراسی در آمریکا. زمانی که مکالی در مقاله خود با عنوان «ماکیاولی» در سال ۱۸۲۷ نوشت که «احتمالاً از شهرت گسترده‌تری نسبت به هر نویسنده سیاسی اروپای مدرن برخوردار است» به اهمیت تداوم مونتسکیو اشاره کرد.
مونتسکیو گفت که او بیست سال را صرف تحقیق و نوشتن De l'esprit des lois کرده است، که طیف وسیعی از موضوعات از جمله حقوق، زندگی اجتماعی و مطالعه انسان‌شناسی را پوشش می‌دهد. در این رساله، مونتسکیو استدلال می‌کند که نهادهای سیاسی برای موفقیتشان باید جنبه‌های اجتماعی و جغرافیایی یک جامعه خاص را منعکس کنند. او خواستار یک نظام حکومتی مبتنی بر قانون اساسی با تفکیک قوا، حفظ قانونمندی و آزادی‌های مدنی و پایان بردگی است.

## ساختار

### پیشگفتار

#### قسمت اول
- کتاب اول: حقوق در زمینه‌های عمومی
- کتاب دوم: دربارهٔ قوانینی که مستقیماً از ماهیت دولت ناشی می‌شود
- کتاب سوم: در اصول سه دولت
- کتاب چهارم: قوانین مربوط به آموزش و پرورش باید با اصول حکومت مرتبط باشد
- کتاب پنجم: اینکه قوانین وضع شده توسط قانونگذار باید نسبت به اصل حکومت باشد
- کتاب ششم: پیامدهای اصول حکومت‌های مختلف در خصوص سادگی قوانین مدنی و جزایی، شکل احکام و تعیین مجازات‌ها.
- کتاب هفتم: پیامدهای اصول مختلف سه دولت در رابطه با قوانین اجمالی، تجمل گرایی و وضعیت زنان.
- کتاب هشتم: در فساد اصول سه دولت

#### قسمت دوم
- کتاب نهم: در مورد قوانین در روابط آنها با نیروی دفاعی
- کتاب دهم: در مورد قوانین در رابطه با قدرت تهاجمی
- کتاب یازدهم: در مورد قوانینی که آزادی سیاسی را در رابطه با قانون اساسی تشکیل می‌دهند
- کتاب دوازدهم: در مورد قوانینی که آزادی سیاسی را در رابطه با شهروندان تشکیل می‌دهند
- کتاب سیزدهم: دربارهٔ روابطی که اخذ خراج و میزان درآمدهای عمومی با آزادی دارد.

#### قسمت سوم
- کتاب چهاردهم: در قوانین مربوط به ماهیت آب و هوا
- کتاب پانزدهم: چگونه قوانین برده داری مدنی با ماهیت آب و هوا ارتباط دارند
- کتاب شانزدهم: چگونه قوانین برده داری خانگی با ماهیت آب و هوا ارتباط دارند
- کتاب هفدهم: چگونه قوانین بندگی سیاسی با ماهیت اقلیم مرتبط است
- کتاب هجدهم: در مورد قوانین در رابطه آنها با طبیعت زمین
- کتاب نوزدهم: در رابطه با قوانین مربوط به اصولی که روح کلی، روشها و آداب یک ملت را تشکیل می‌دهد.

#### قسمت چهارم
- کتاب بیستم: در مورد قوانین در رابطه آنها با تجارت، در ماهیت و تمایز آن در نظر گرفته شده است
- کتاب بیست و یکم: در مورد قوانین در رابطه آنها با تجارت، با توجه به تحولاتی که در جهان دیده است.
- کتاب بیست و دوم: در مورد قوانین مربوط به استفاده از پول
- کتاب بیست و سوم: قوانین در رابطه با تعداد ساکنان

#### قسمت پنجم
- کتاب بیست و چهارم: دربارهٔ قوانین در رابطه با دین، در آموزه‌های آن و در خود
- کتاب بیست و پنجم: دربارهٔ قوانین مرتبط با تأسیس دین و سیاست خارجی آن
- کتاب بیست و ششم: در مورد قوانینی که باید با ترتیب چیزهایی که بر آن‌ها ارتباط دارند داشته باشند

#### قسمت ششم
- کتاب بیست و هفتم: در مورد منشأ و دگرگونی قوانین رومی در مورد جانشینی
- کتاب بیست و هشتم: دربارهٔ پیدایش و دگرگونی قوانین مدنی در میان فرانسویان
- کتاب بیست و نهم: در نحوه انشاء قوانین
- کتاب سی‌ام: نظریه قوانین فئودالی در میان فرانک‌ها، در رابطه آنها با استقرار سلطنت
- کتاب سی و یکم: نظریه قوانین فئودالی در میان فرانک‌ها، در رابطه آنها با تحولات در سلطنت آنها

## نظریه قانون اساسی
مونتسکیو در طبقه‌بندی خود از نظام‌های سیاسی سه نوع اصلی را تعریف می‌کند: جمهوری‌خواه، سلطنتی و استبداد. همان‌طور که او آنها را تعریف می‌کند، نظام‌های سیاسی جمهوری‌خواه بسته به میزان گسترده‌ای که حقوق شهروندی را گسترش می‌دهند، متفاوت هستند - آنهایی که شهروندی را به‌طور نسبتاً گسترده گسترش می‌دهند، جمهوری‌های دموکراتیک نامیده می‌شوند، در حالی که آنهایی که شهروندی را محدودتر محدود می‌کنند، جمهوری‌های اشرافی نامیده می‌شوند. تمایز بین سلطنت و استبداد به این بستگی دارد که آیا مجموعه‌ای از قوانین ثابت وجود دارد که می‌تواند اقتدار حاکم را محدود کند یا خیر: اگر چنین باشد، رژیم به‌عنوان یک سلطنت به حساب می‌آید. اگر نه، استبداد محسوب می‌شود.

### اصولی که رفتار شهروندی را از نظر مونتسکیو برمی‌انگیزد
به گفته مونتسکیو، هدایت هر طبقه‌بندی از نظام سیاسی باید همان چیزی باشد که او آن را «اصل» می‌نامد. این اصل به‌عنوان فنر یا موتوری عمل می‌کند تا رفتار شهروندان را به گونه‌ای برانگیزد که تمایل به حمایت از آن رژیم و عملکرد روان آن را داشته باشد.
- برای جمهوری‌های دموکراتیک (و تا حدودی کمتر برای جمهوری‌های اشرافی)، این بهار عشق به فضیلت است - تمایل به قرار دادن منافع جامعه بر منافع خصوصی.
- برای پادشاهی‌ها، بهار عشق به شرافت است - میل به کسب رتبه و امتیاز بیشتر.
- سرانجام، برای استبدادها، بهار ترس از حاکم است - ترس از عواقب برای قدرت.

یک نظام سیاسی در صورتی که اصل مناسب آن نباشد، نمی‌تواند دوام زیادی داشته باشد. به عنوان مثال، مونتسکیو ادعا می‌کند که انگلیسی‌ها پس از جنگ داخلی (۱۶۴۲–۱۶۵۱) نتوانستند جمهوری ایجاد کنند، زیرا جامعه فاقد عشق لازم به فضیلت بود.

## آزادی و تفکیک قوا
دومین موضوع اصلی در روح قانون مربوط به آزادی سیاسی و بهترین ابزار برای حفظ آن است. «آزادی سیاسی» مفهومی است که مونتسکیو از آنچه امروز می‌توانیم آن را امنیت شخصی بنامیم، به ویژه تا آنجا که این امر از طریق سیستمی از قوانین قابل اعتماد و معتدل تأمین می‌شود. او این دیدگاه از آزادی را از دو دیدگاه دیگر دربارهٔ آزادی سیاسی متمایز می‌کند. اولین دیدگاه این است که آزادی شامل خودگردانی جمعی است - یعنی آزادی و دموکراسی یکسان هستند. دوم این دیدگاه است که آزادی عبارت است از توانایی انجام هر کاری بدون محدودیت. او معتقد است که این دو مورد اخیر نه تنها آزادی سیاسی واقعی نیستند، بلکه هر دو می‌توانند با آن خصومت داشته باشند.
آزادی سیاسی در یک نظام سیاسی استبدادی امکان‌پذیر نیست، اما در جمهوری‌ها و سلطنت‌ها ممکن است، هرچند تضمین نشده است. به‌طور کلی، برقراری آزادی سیاسی بر پایهٔ صحیح مستلزم دو چیز است:
- تفکیک قوای حکومتی.

مونتسکیو با استناد و تجدید نظر در بحث در رساله دوم دولت جان لاک استدلال می‌کند که وظایف اجرایی، مقننه و قضایی دولت باید به ارگان‌های مختلف واگذار شود، به طوری که تلاش‌های یک شاخه از دولت برای نقض آزادی سیاسی ممکن است توسط سایر شاخه‌ها مهار شود. (Habeas corpus نمونه ای از چکی است که قوه قضاییه از قوه مجریه دولت دارد. در بحثی طولانی در مورد نظام سیاسی انگلیس، او سعی می‌کند نشان دهد که چگونه می‌توان به این امر دست یافت و آزادی را حتی در یک سلطنت تضمین کرد. او همچنین خاطرنشان می‌کند که آزادی نمی‌تواند در جایی که تفکیک قوا وجود ندارد، حتی در یک جمهوری امن باشد.
- چهارچوب مناسب قوانین مدنی و کیفری به گونه ای که امنیت شخصی را تضمین کند.

مونتسکیو در نظر دارد که حقوقدانان حقوقی مدرن آن را حقوق «روند دادرسی محکم»، از جمله حق محاکمه عادلانه، فرض برائت و تناسب در شدت مجازات بنامند. بر اساس این الزام برای تنظیم قوانین مدنی و کیفری مناسب برای تضمین آزادی سیاسی (یعنی امنیت شخصی)، مونتسکیو همچنین علیه برده داری و آزادی اندیشه، بیان و تجمع استدلال می‌کند.
این کتاب عمدتاً به قوانین صریح می‌پردازد، اما به هنجارهای فرهنگی نیز توجه قابل توجهی دارد که ممکن است از اهداف مشابه حمایت کنند. همان‌طور که لویتسکی و زیبلات بیان کردند، «مونتسکیو معتقد بود که ساختار سخت نهادهای سیاسی ممکن است برای محدود کردن قدرت فراگیر کافی باشد — که طراحی قانون اساسی بی شباهت به یک مشکل مهندسی نیست.»

## جامعه‌شناسی سیاسی
سومین سهم عمده روح قانون در حوزه جامعه‌شناسی سیاسی بود که اغلب مونتسکیو را کم و بیش ابداع کننده آن می‌دانند. بخش اعظم این رساله در واقع به نحوه تعامل جغرافیا و آب و هوا با فرهنگ‌های خاص برای تولید روحیه یک قوم مربوط می‌شود. این روحیه به نوبه خود، مردم را به سمت برخی از نهادهای سیاسی و اجتماعی و دوری از نهادهای دیگر سوق می‌دهد. نویسندگان بعدی اغلب نظریه مونتسکیو را کاریکاتور می‌کردند و پیشنهاد می‌کردند که او ادعا می‌کند که تنوع حقوقی را صرفاً با فاصله یک جامعه از خط استوا توضیح می‌دهد.
در حالی که تجزیه و تحلیل در روح قانون بسیار ظریف تر از آن چیزی است که این نویسندگان متأخر تصور می‌کنند، بسیاری از ادعاهای خاص او برای خوانندگان مدرن سختگیرانه نیستند. با این وجود، رویکرد او به سیاست از دیدگاه طبیعت‌گرایانه یا علمی بسیار تأثیرگذار بود و به‌طور مستقیم یا غیرمستقیم الهام‌بخش حوزه‌های مدرن علوم سیاسی، جامعه‌شناسی و مردم‌شناسی بود.

## یادداشت
1. ↑  Montesquieu (1977).  David Wallace Carrithers (ed.). The Spirit of the Laws: A Compendium of the First English Edition. Berkeley: U California P.
2. ↑  De l'Esprit des loix ou du Rapport que les loix doivent avoir avec la constitution de chaque gouvernement, les moeurs, le climat, la religion, le commerce, &c. à quoi l'auteur a ajouté des recherches nouvelles sur les loix romaines touchant les successions, sur les loix françoises, & sur les loix féodales. Vol. I (1 ed.). A Genève, chez Barrillot & fils. Retrieved September 7, 2016 – via Gallica.
3. ↑  Now largely known as published in New York by Hafner Press in 1949, using Nugent's original version and with an introduction by Franz Neumann.
4. ↑  «Critical and Historical Essays, Volume Ii, by Thomas Babington Macaulay». www.gutenberg.org. دریافت‌شده در ۲۰۲۳-۰۴-۱۹.
5. ↑  Mes pensées, nos. 1872 and 1920.
6. ↑  Cohler, et al. , "Introduction" to the 1989 Cambridge UP ed.
7. ↑  Levitsky, Steven; Ziblatt, Daniel (16 January 2018). How Democracies Die (Nook e-book, first ed.). Crown Publishing. p. 166. ISBN 978-1-5247-6295-7.